# Лушпинський Іларіон Леонтійович

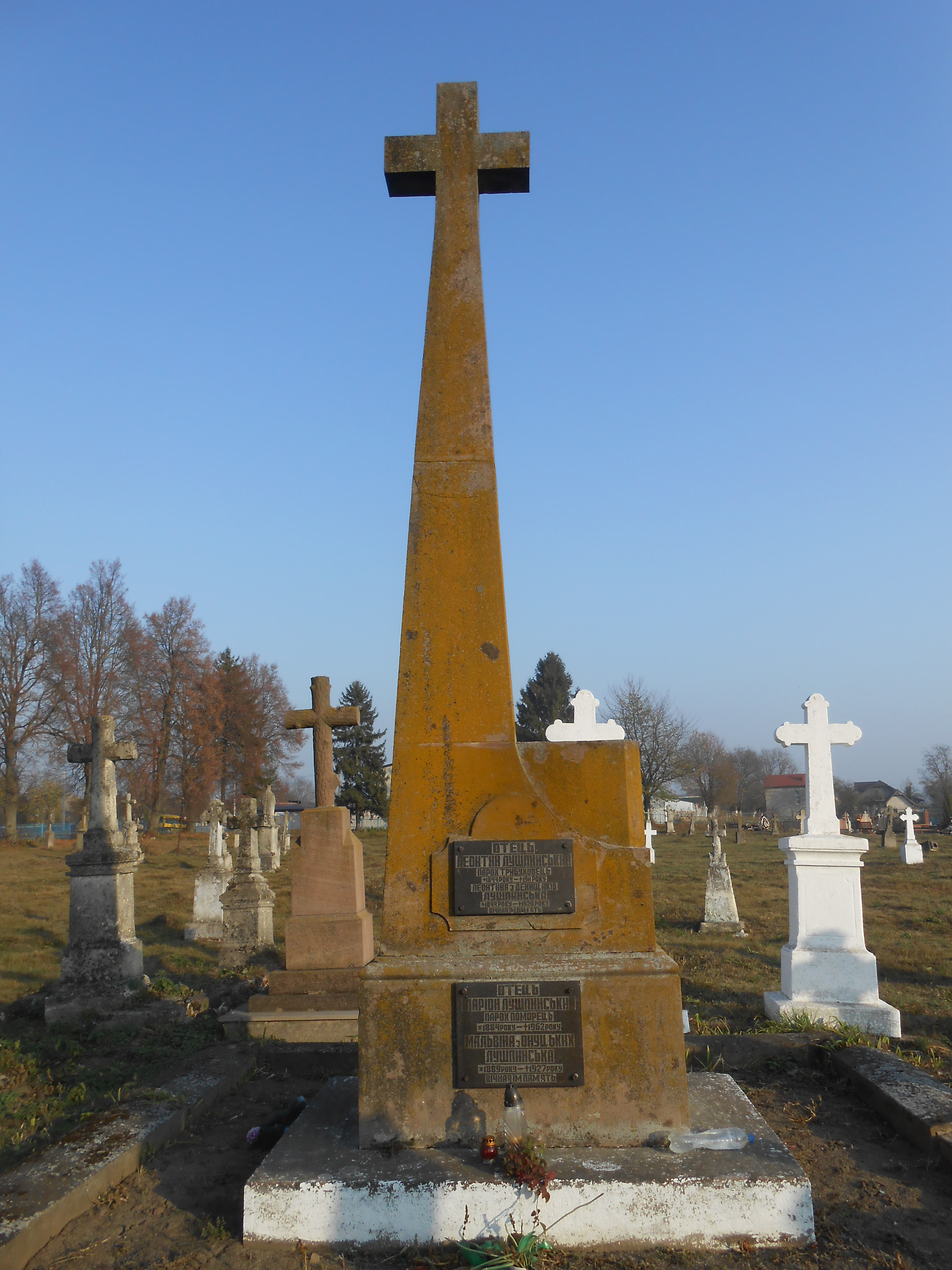
Родинний гробівець батьків о. Іляріона Лушпинського та його дружини в с. Трибухівцях

о. Іларіон Лушпинський, або о. Гілярій Лушпинський (28 вересня 1884, Пилипче — 20 березня 1962, Перемишляни, похований у с. Трибухівцях біля Бучача) — український греко-католицький священник, громадський діяч, капелан УГА.

## Життєпис
Народився 28 вересня 1884 р. в багатодітній сім'ї греко-католицького священника о. Леонтія Лушпинського (1844—1911) та Леонтини з Денищаків у с. Пилипчому Борщівського повіту коронного краю Королівство Галичини і Володимирії, Австро-Угорської імперії (нині Чортківського району Тернопільської области). У 1886 р. сім'я переїхала до с. Трибухівців, де батько очолив місцеву парафію.
У навчальному році 1899—1900 був учнем IV-го класу Бучацької цісарсько-королівської гімназії. Іспит зрілости склав у 1904 р. Духовну освіту здобув протягом 1906—1910 р. у Львівській духовній семінарії. Висвячений у священники 10 квітня 1910 р. Станиславівським єпископом Григорієм Хомишиним.
Учасник національно-визвольних змагань. 7 листопада 1918 р. був присутній на зборах делегатів Бучацького повіту на яких обирали повітового комісара і членів повітового комітету З червня 1919 в УГА. Капелан польових лікарень 1-ї бригади Леґіону УСС — 2-го корпусу УГА.
Брав активну участь у діяльності повітових відділів українських громадських організацій на Бучаччині: «Просвіти», «Сільського господаря», «Українабанку». У 1930, 1932 був жертводавцем на будову «Украї́нського шпита́лю і́мені Митрополи́та А. Шепти́цького».
Восени 1930 року в Бучачі провели прощальний вечір на честь довголітнього катехита Бучацької гімназії о. А. Добрянського з нагоди закінчення його праці в місті. Серед численних промовців був також о. І. Лушпинський.
Його неодноразово арештовувала польська влада за проукраїнську діяльність на Бучаччині. Зазнав переслідувань також зі сторони радянської влади. Відмовившись від переходу в православ'я, щоб уникнути переслідувань переховувався, проте одночасно проводив підпільну душпастирську діяльність. Перед 1959 р. проживав у Снятині, правдоподібно у свого брата Антіна-Володимира, що мав там парафію. Від 1959 проживав у Перемишлянах у сина Платона, який був репресований, та на той час повернувся з заслання.
Помер 20 березня 1962 року в м. Перемишлянах. Похований у родинному гробівці разом з батьками та дружиною у с. Трибухівцях.

### Служіння
- 14 квітня 1910 — 12 грудня 1911 — парафіяльний сотрудник у с. Солотвині.[10]
- 13 грудня 1911 — 8 травня 1912 — адміністратор парафії в с. Солотвині Богородчанського деканату
- 10 травня 1912 — 23 березня 1914 — адміністратор парафії в с. Микитинцях.[11]
- 24 березня 1914 — 2 травня 1923 — адміністратор парафії в с. Соколові на Бучаччині.
- 15 лютого 1914 — 6 березня1924 — експозит у с. Зеленій біля Бучача.
- 1 вересня 1920 — 22 березня 1922 — парох парафії в с. Скоморохах на Бучаччині.
- 1 червня 1923 — 14 листопада 1930 — експозит у с. Пишківцях.
- 1 квітня 1926 — 14 травня 1930 — експозит у с. Пиляві.
- 15 травня 1930 — 14 вересня 1930 — експозит у с. Медведівцях.
- З 1930 проводив служби в парафії с. Помірцях, яка включала три села : Ріпинці, Помірці, Малі Заліщики.
- 15 листопада 1930 — 1 жовтня 1934 — парох у с. Помірцях.
- 2 жовтня 1934 — інстальований на парафію в с. Помірцях.
- 16 липня 1943 — експозит у с. Цвітові.

## Сім'я
Народився 28 вересня в багатодітній сім'ї греко-католицького священника Леонтія Лушпинського (1844—1911, Трибухівці) та Леонтини Платонівни з Денищаків (1844—1920, Трибухівці). У сім'ї крім Іларіона було ще семеро дітей :
1. Іван (18 травня 1872 — 6 червня 1943), священник, у 1922—1938 парох у с. Товстеньке.[12]
2. Олена (1873-?), дружина о. Мар'яна Крушельницького, пароха в Старій Ягільниці на Чортківщині.
3. Марія (1875—?), дружина пароха о. Володимира Билинкевича, з яким взяла шлюб 8 жовтня 1901 у Трибухівцях. Проживали у с. Залісся на Чортківщині, де о. Володимир був парохом.
4. Анна, дружина пароха Степана Чеховського.
5. Платон (27 червня 1880, Пилипче — 15 серпня 1952, Львів) — український літературознавець, шевченкознавець, педагог, професор Львівської академічної гімназії, Таємного українського університету у Львові, дійсний член НТШ.
6. Антін-Володимир (13 липня 1882, Пилипче — 1964, Калуш), священник.
7. Ольга (27 квітня 1887, Трибухівці — 14 березня 1961, Львів), похована з братом Платоном на Личаківському цвинтарі.

Дружиною о. Іларіона була Мальвіна з Онуцьких (1889—1927). У подружжя було троє дітей:
1. Іван-Тарас (1 листопада 1910, Солотвин — 09 серпня 2001, Чикаго). Протягом 1922—1930 учень Бучацької державної гімназії. Емігрував до США, де 1975 отримав громадянство. Дружина — Марія Чижик.
2. Платон (14 липня 1912, Микитинці — 25 червня 1997, Перемишляни). Протягом 1924—1932 учень Бучацької державної гімназії. Лікар у дивізії «Галичина», репресований.
3. Ліда (1922 —), дружина Володимира Синенького (1905 — 2 жовтня 1995). Емігрувала до США. Подружжя мало дочку Галина Траверзу, внучку Надію, що мала чоловіка Роджера та внука Андрія.